# Боровикова Раїса Андріївна
Раїса Андріївна Боровикова (біл. Раіса Андрэеўна Баравікова; *11 травня 1947, село Пішки, Березівський район, Берестейська область) — білоруська письменниця, перекладачка.

## Біографія
Народилася у сім'ї службовця. Працювала літспівробітником у Бихівській районній газеті «Маяк Придніпров'я». Закінчила відділення художнього перекладу Літературного інституту в Москві у 1971 році. Працювала редактором кіностудії «Білорусьфільм» у 1971—1972 роках. У 1972—1977 роках — кореспондент газети «Література і мистецтво», в 1983—1988 роках літконсультант редакції газети «Червона зміна». В 1996—2002 роках працювала головним редактором часопису «Олеся». Головний редактор часопису «Молодість» (2002—2011). Співробітниця газети «Література і мистецтво» (2011—2012).
Член Спілки письменників СРСР з 1977 року.

## Творчість
У друці дебютувала в 1960 році. В збірниках поезії «Ромашковий берег» (1974), «Слухаю серце» (1978), «Таке коротке літо» (1981), «Відгукнуся голосом сопілки» (1984), «Кохання» (1987), «Під небом першої зустрічі» (1990), «Люстерко для самотньої» (1992) домінує тема кохання, прагнення високого духовного ідеалу, роздуми про час, обов'язок перед своїм народом, долю жінки, пошук людського щастя. Епізоди з історії Білорусі відображено в гостросюжетній драматичній поемі «Барбара Радзивіл» (1992).
Найприкметніша риса її поетичної творчості — гранична відкритість душі, чуттєва музика слова. Вірші та поеми Раїси Боровикової надзвичайно емоційні, наповнені експресією, відзначаються витонченістю ліричних почуттів. Підсумком її творчої праці можна вважати книги вибраної поезії «Сад на капелюсі каханої» (1998), «Дерево для райської птахи» (2007).
Авторка повісті «Квартирантка» (1980) про молодь у пошуку свого місця в житті. Видала книгу казок і оповідань для дітей «Галенчині „Я“, або Планета Цікавих Хлопчиків» (1990), збірник оповідань «Вечеря манекенів» (2002). Авторка п'єс «Барабара Радзивіл» (поставленна в 1994), «Петля часу» (1996).
Перекладає з польської, російської та української мов.

## Премії та нагороди
- Літературна премія СП БРСР імені А. Кулешова (1988) за книгу лірики «Кохання».
- Державна премія Білорусі (1993).